# Eriborus platyptiliae
Eriborus platyptiliae är en stekelart som först beskrevs av Rao och Kurian 1950.  Eriborus platyptiliae ingår i släktet Eriborus och familjen brokparasitsteklar. Inga underarter finns listade i Catalogue of Life.